# Giang Bắc, Trùng Khánh
Giang Bắc (chữ Hán giản thể: 江北区, Hán-Việt: Giang Bắc khu) là một quận tại thành phố trực thuộc trung ương Trùng Khánh, Cộng hòa Nhân dân Trung Hoa. Quận này là trung tâm văn hóa, chính trị, kinh tế của Trùng Khánh. Quận này giáp các quận: Du Bắc, Du Trung, Nam Ngạn, Sa Bình Bá. Về mặt hành chính, Giang Bắc được chia làm 9 nhai đạo biện sự xứ và 3 trấn.